# Jerzy Paleolog Kantakuzen
Jerzy Paleolog Kantakuzen grec.  Γεώργιος Παλαιολόγος Καντακουζηνός (ur. ok. 1390, zm. 1456/1459) – syn  despoty Morei Demetriusza Kantakuzena.

## Życiorys
Był obrońcą Smedereva przed Węgrami w 1456 roku. Nie znamy imienia jego żony, mieli dziewięcioro dzieci – czterech synów i pięć córek:
- Teodor Kantakuzen (zm. 1459)
- Manuel Kantakuzen
- Tomasz Kantakuzen
- Demetriusz Kantakuzen
- córka, wyszła za mąż Jerzego Raoul
- córka, poślubiła Mikołaja Paleologa
- Zoe Kantakuzen, która poślubiła Jakuba II de Flory, hrabiego Jafy
- Anna Kantakuzena, która poślubiła Władysława Hercegovicza
- córka, która była matką Eudokii Kantakuzeny, matki Teodora  Spandounesa.